# Wibault 70
Wibault 70C1 (czasami używana jest nazwa PZL Wibault 7) – francuski samolot myśliwski budowany w Polsce na licencji.

## Historia
W połowie lat dwudziestych XX wieku francuski inż. Marcel Wibault rozpoczął pracę nad samolotem o konstrukcji całkowicie metalowej. Pierwszy taki samolot został zbudowany przez niego we własnej wytwórni lotniczej Avions M. Wibault w Billancourt koło Paryża w 1925 roku.
Oblot samolotu, który został oznaczony jako Wibault 7, nastąpił w dniu 7 lipca 1925 roku. W czasie prób stwierdzono, że samolot nie osiąga założonych osiągów, niezbyt dobre były jego właściwości pilotażowe. Po dokonaniu kilku zmian konstrukcyjnych samolot, oznaczony jako Wibault 7C1, w 1927 roku został przedstawiony na Salonie Lotniczym w Paryżu.
Samolotem Wibault 7C1 zainteresowała się polska delegacja na czele z gen. Ludomiłem Rayskim, gdyż była to nowatorska konstrukcja. W związku z tym wytwórnia Avions M. Wibault złożyła w polskim Ministerstwie Spraw Wojskowych ofertę na dostawę tego samolotu. Pierwsza propozycja dotyczyła dostawy 36 samolotów w wersji Wibault 70C1, która różniła się tylko zastosowaniem silnika Gnôme-Rhône Jupiter 9 Ad, a później 7 samolotów w wersji Wibault 73C1 z silnikiem rzędowym Lorraine-Dietrich o mocy 450 KM (331 kW).
Ministerstwo Spraw Wojskowych odrzuciło jednak te oferty, natomiast w 28 stycznia 1928 roku podpisała z firmą Avions M. Wibault umowę o zakupie licencji na budowę samolotu w wersji Wibault 70C1 w Polsce. Produkcję miała rozpocząć nowo powstała polska wytwórnia lotnicza Państwowe Zakłady Lotnicze w Warszawie. Ta decyzja przyczyniła się do rozwoju przemysłu lotniczego w Polsce.
Na początku 1928 roku do wytwórni Avions M. Wibault skierowano dwóch młodych inżynierów z wytwórni PZL: Zygmunta Puławskiego i Jerzego Dąbrowskiego po odbiór dokumentacji i zapoznania się z jego produkcją na miejscu. Francuska wytwórnia przekazała im dokumentację samolotu w wersji Wibault 70C1, który mógł być napędzany dowolnym silnikiem gwiazdowym o mocy 500 KM (368 kW) oraz w wersji Wibault 73C1 z silnikiem rzędowym Lorraine-Dietrich. Wraz z dokumentacją przekazano również dwa samoloty jako egzemplarze wzorcowe. Ponadto w wytwórni francuskie przeszkolono grupę polskich fachowców w zakresie technologii obróbki stopów lekkich, a także ich zastosowania w konstrukcji samolotów. Przeszkolenie to w znacznym stopniu przyczyniło się do rozwoju polskiego przemysłu lotniczego, gdyż pozwalał na budowę samolotów o konstrukcji metalowej.
Pod koniec 1929 roku w wytwórni PZL podjęto decyzję o rozpoczęciu produkcji serii samolotów Wibault 70C1 z silnikiem gwiazdowym Gnôme-Rhône Jupiter. Po uzgodnieniu z dowództwem lotnictwa zdecydowano się na produkcję 25 samolotów tego typu, przy czym 3 z nich miały zostać wyposażone w silniki gwiazdowe Wright Cyclone o takiej samej mocy. Samoloty produkowane na licencji w Polsce czasami są oznaczone jako PZL Wibault 7.
Pierwszy samolot Wibault 70C1 wyprodukowany na licencji zbudowano w kwietniu 1929 roku, a następnie poddano go próbom w Instytucie Badań Technicznych Lotnictwa w Warszawie. Badania te trwały do października 1929 roku, a prowadził jej płk Jerzy Kossowski. Według badań samolot ten miał nie najlepsze właściwości pilotażowe i można było go w zasadzie używać tylko do szkolenia i treningu pilotów jako maszynę przejściową.
Zgodnie jednak z postanowieniami w 1929 roku wyprodukowano 25 samolotów tego typu, po czym zakończono ich produkcję.
Budowa tych samolotów pozwoliła na opracowanie przez inż. Zygmunta Puławskiego nowego polskiego samolotu myśliwskiego, w którym wykorzystano technologię stosowaną przy budowie samolotu Wibault 70C1. Samolot otrzymał oznaczenie PZL P.1 i był pierwszym polskim całkowicie metalowym samolotem myśliwskim, który dał początek rodzinie maszyn pościgowych z "mewim płatem"; ponadto poszczególne rozwiązania techniczne Wibault 70C1, takie jak konstrukcja poszycia skrzydeł, stosowano w wielu późniejszych projektach, w tym w Łosiu.

## Użycie w lotnictwie polskim
Wyprodukowane w Polsce samoloty Wibault 70C1 oraz egzemplarz wzorcowy w 1930 roku skierowano do eskadr myśliwskich 1 i 2 pułku lotniczego, gdzie do końca 1931 roku stosowano je jako samoloty myśliwskie, a potem skierowano je do eskadr treningowych. W pułkach lotniczych zostały zastąpione przez samoloty PZL P.7.
W 1933 roku zaczęto je wycofywać z pułków lotniczych i przekazywać do Centrum Wyszkolenia Lotnictwa w Dęblinie, gdzie wykorzystywano je do 1935 roku jako samoloty szkolne typu III.

## Opis konstrukcji
Samolot Wibault 70C1 był jednomiejscowym samolotem myśliwskim, górnopłatem zastrzałowym o konstrukcji całkowicie metalowej.
Kadłub miał konstrukcję półskorupową, metalową, nitowaną, składającą się z profilów wzdłużnych, pokrytych pasami z blachy duralowej z odgiętymi brzegami. Poprzecznie kształt kadłuba był usztywniony ramkami blaszanymi. W przedniej części kadłuba umieszczony był silnik gwiazdowy, za nim znajdował się zbiornik paliwa. Za zbiornikiem znajdowała się odkryta kabina pilota z kompletem urządzeń sterowniczych i przyrządów pokładowych. Na końcu kadłuba przytwierdzono metalowe usterzenie klasyczne pokryte blachą drobnożłobkowaną.
Płat miał konstrukcję dwudźwigarową, metalową i przymocowany był do kadłuba za pomocą zastrzałów z rur stalowych. Pokrycie płata stanowiła blacha duralowa żłobkowana nitowana do żeberek metodą opatentowaną przez inż. M. Wibaulta. Lotki o dużym wydłużeniu spełniały także funkcję klap.
Podwozie klasyczne dwugoleniowe, o osi łamanej, było wyposażone w amortyzatory olejowo-powietrzne.
Napęd samolotu stanowił silnik gwiazdowy, śmigło dwułopatowe, metalowe.